# Leftoverture
| Recensione                        | Giudizio   |
| --------------------------------- | ---------- |
| AllMusic                          | [ 6 ]      |
| Robert Christgau                  | D+         |
| The New Rolling Stone Album Guide | [ 8 ]      |
| Sputnikmusic                      | 3.0 (Good) |
| Dizionario del Pop-Rock           | [ 10 ]     |
| 24.000 dischi                     | [ 11 ]     |

Leftoverture è il quarto album in studio del gruppo musicale statunitense Kansas.
Nel giugno del 2015 la rivista Rolling Stone ha collocato l'album alla trentaduesima posizione dei 50 migliori album progressive di tutti i tempi.

## Descrizione
Il concepimento avvenne in un periodo difficile per la formazione: il precedente Masque vendette al di sotto delle aspettative e pertanto la Epic aspettava il gruppo al varco; inoltre Steve Walsh fu colto dal "blocco dello scrittore", lasciando così la quasi totalità del peso compositivo a Kerry Livgren.
Caratteristica di questo disco è l'alternanza di pezzi tipicamente arena rock, come Carry On Wayward Son, What's on My Mind con altri di stampo rock progressivo, come ad esempio Miracles Out of Nowhere.
L'album, nel corso degli anni, è divenuto un riferimento per molte rock band successive.
Fondendo la complessità del prog-rock inglese con un sound tipicamente americano, i Kansas crearono uno stile musicale per l'epoca del tutto inedito.
Le composizioni  risultano particolarmente complesse, molto vicine al rock progressivo che è alla base di tutta la produzione del gruppo americano. Si susseguono quindi brani potenti, con cori a cappella e con vocalizzi istrionici, raggiunti grazie al fatto di avere due vocalist. Tutte queste caratteristiche, mescolate insieme, produssero un album dal successo planetario.

## La riedizione del 2017
Nel 2017 l'album venne rieditato con brani diversi, con il nuovo nome di Leftoverture: Live and Beyond.

## Tracce

### LP
Lato A (AL 34224)
1. Carry On Wayward Son – 5:13 (Kerry Livgren)
2. The Wall – 4:47 (Kerry Livgren, Steve Walsh)
3. What's on My Mind – 4:27 (Kerry Livgren)
4. Miracles Out of Nowhere – 6:29 (Kerry Livgren)

Lato B (BL 34224)
1. Opus Insert – 4:26 (Kerry Livgren)
2. Questions of My Childhood – 3:38 (Steve Walsh, Kerry Livgren)
3. Cheyenne Anthem – 6:50 (Kerry Livgren)
4. Magnum Opus – 8:27 (Kerry Livgren, Steve Walsh, Rich Williams, Dave Hope, Phil Ehart, Robby Steinhardt)

### CD
Edizione CD del 2011, pubblicato dalla Epic Records (EICP 20074)
1. Carry On Wayward Son – 5:22 (Kerry Livgren)
2. The Wall – 4:48 (Kerry Livgren, Steve Walsh)
3. What's on My Mind – 3:28 (Kerry Livgren)
4. Miracles Out of Nowhere – 6:27 (Kerry Livgren)
5. Opus Insert – 4:26 (Kerry Livgren)
6. Questions of My Childhood – 3:38 (Steve Walsh, Kerry Livgren)
7. Cheyenne Anthem – 6:53 (Kerry Livgren)
8. Magnum Opus – 8:26 (Kerry Livgren, Steve Walsh, Rich Williams, Dave Hope, Phil Ehart, Robby Steinhardt)
9. Carry On Wayward Son (Live) – 4:43 (Kerry Livgren) – Traccia bonus
10. Cheyenne Anthem (Live) – 6:42 (Kerry Livgren) – Traccia bonus
11. Carry On Wayward Son (Single Version) – 3:26 (Kerry Livgren) – Traccia bonus

## Formazione
- Kerry Livgren - chitarra, piano, clavinet, moog Oberheim, sintetizzatore ARP
- Rich Williams - chitarra acustica, chitarra elettrica
- Steve Walsh - organo, piano, vibrafono, voce solista, accompagnamento vocale, sintetizzatore
- Robby Steinhardt - violino, viola, voce solista, accompagnamento vocale
- Dave Hope - basso
- Phil Ehart - batteria, percussioni (tutte)

Musicisti aggiunti
- Toye La Rocca - voce bambino (brano: Cheyenne Anthem)
- Cheryl Norman - voce bambino (brano: Cheyenne Anthem)

Note aggiuntive
- Jeff Glixman - produttore
- Registrato e mixato allo Studio in the Country, Bogalusa, Louisiana (Stati Uniti)
- Bill (Bleu) Evans - ingegnere delle registrazioni
- Jeff Glixman - assistente ingegnere delle registrazioni
- Edwin Hobgood e Ray Black - assistenti aggiunti ingegnere delle registrazioni
- Mastering effettuato al Sterling Sound da George Marino
- Tom Drennon - art direction copertina album originale
- Wayne Whittier - foto copertina album originale[14]

## Classifica
Album
| Anno | Classifica     | Posizione raggiunta |
| ---- | -------------- | ------------------- |
| 1977 | RPM 100 Albums | 2                   |
| 1977 | Billboard 200  | 5                   |

Singoli
| Anno | Titolo del brano     | Classifica             | Posizione raggiunta |
| ---- | -------------------- | ---------------------- | ------------------- |
| 1977 | Carry On Wayward Son | Billboard Hot 100      | 11                  |
| 1978 | Carry On Wayward Son | Official Singles Chart | 51                  |